# Rudolf II. (Sachsen-Wittenberg)

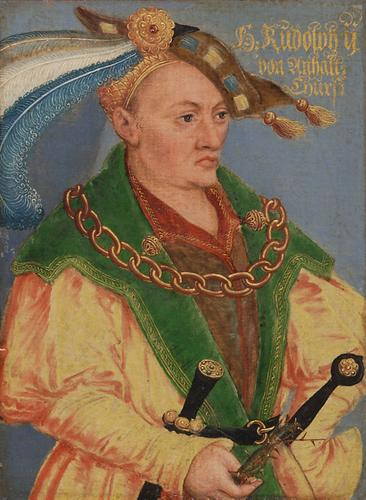
Rudolf II. von Sachsen-Wittenberg mit seinem Ritterschwert, Bildnis von Lucas Cranach dem Jüngeren

Rudolf II. (* um 1307; † 6. Dezember 1370 in Wittenberg) aus dem Geschlecht der Askanier war von 1356 bis 1370 Herzog von Sachsen-Wittenberg und Kurfürst des Heiligen Römischen Reiches.

## Leben
Bereits frühzeitig wurde Rudolf II. als ältester Sohn an den diplomatischen Dienst durch seinen Vater Rudolf I. herangeführt. Am 25. August 1346 nahm er an der Schlacht von Crécy teil, wo er auf der Seite des französischen Königs Philipp VI. nach dem Tod des böhmischen Königs Johann die Führung der deutschen Hilfstruppen übernahm. Obwohl die Schlacht für den französischen König verloren ging, schenkte er dem damaligen Kurprinzen zum Dank einen blutigen Dorn, der aus der Dornenkrone Christi stammen sollte. In der tiefen Reliquienverehrung der damaligen Zeit, stellte dieses Geschenk einen großen Wert dar. Denn dort, wo sich eine Reliquie befand, zogen Pilger und Wallfahrer hin, die Einnahmen erbrachten. Rudolfs Vater hatte bereits im Einvernehmen mit seiner zweiten Frau eine Basilika-Kapelle für seine Allerheiligenstiftung errichten lassen. Durch die erworbene Reliquie entwickelte sich die Stiftskirche zum Propstsitz. Nach dem Tod seines Vaters bestätigte Rudolf II. erneut die Rechte der Kirche und erweiterte deren Besitzungen.
Da das Alter Rudolf I. es ihm ab einem gewissen Zeitpunkt verbot, lange Reisen zu Reichstagen etc. zu unternehmen, übertrug er seinem Sohn Rudolf II. eine Vollmacht das Recht, ihn auf den Reichstagen zu vertreten. Nach dem Tod seines Vaters ließ sich Rudolf II. am 27. Dezember 1356 auf dem Fürstengericht in Metz gegen die Rechtsansprüche der Sachsen-Lauenburger, alle dem Hause Sachsen-Wittenberg eigenen Privilegien nochmals bestätigen. Daher ist es nicht verwunderlich, dass er die Politik seines Vaters fortsetzte. Jedoch musste er sich genauso wie sein Vater den Ansprüchen der Sachsen-Lauenburger Linie (in Bezug auf die sächsische Kurwürde) und der wettinischen Meißner Ansprüche (in Bezug auf die einstige wettinische Grafschaft Brehna) erwehren. Als diese ihm den Besitz der von Herzberg, Prettin, Trebitz, Klöden, Pretzsch, Schmiedeberg und anderer Orte, streitig machten, konnte er sie nur militärisch abwehren. Diese Auseinandersetzungen und die ständigen Verstrickungen in die Reichspolitik benötigten ständigen Nachschub an finanziellen Mitteln. So verkaufte er 1359 bereits die Stadt Allstedt an Gebhard von Querfurt und tauschte das Schloss Gattersleben, gegen die Schlösser Wiesenburg und Schweinitz mit dem Magdeburger Erzbischof Dietrich.
1360 ging die sich östlich an Sachsen-Wittenberg anschließende Herrschaft Liebenwerda in seinen Besitz. 1370 erhielt Rudolf die Grafschaft Barby mit Walternienburg, die er an die Familie von Barby als Lehen weitergab. Anfang 1370 erhielt er durch die erneuerte Anwartschaft seines Vaters auf das askanische Erbe das Fürstentum Lüneburg. Jedoch wurde mit dem Lüneburger Erbfolgekrieg dieses Bestreben zum Konflikt.
Die innenpolitischen Aktivitäten waren geprägt von dem Unterfangen, finanzielle Einnahmen zu sichern. So gab er beispielsweise der Stadt Herzberg 1361 das Privileg des Salzausschankes, regelte die Fährwege der Salzführer von Halle über Bitterfeld nach Torgau. Um dem Raubritterwesen zu begegnen, schloss er weitere Schutzbündnisse mit anderen Städten ab und ächtete solche Vergehen. Auf dieser Grundlage wurde während seiner Amtszeit 1358 die Burg Ließnitz zerstört, auf deren Boden später der Ort Kropstädt entstand. Er schlichtete einen Streit zwischen der Schloss- und der Stadtkirche Wittenbergs, der aus der Propst-Regulierung der Schlosskirche entstanden war. Erstmals nannte sich Rudolf 1370 princeps elector (Kurfürst). Dieses Recht stand ihm durch die bestätigte Goldene Bulle von 1356 zu.

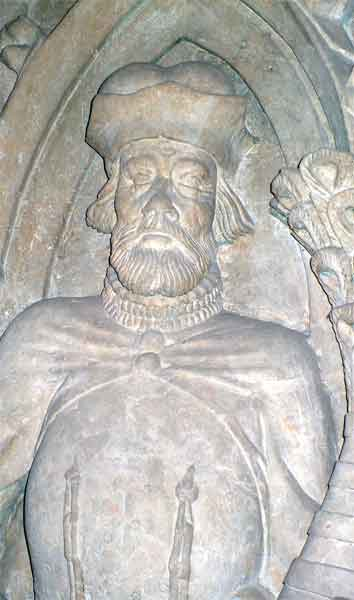
Grabplatte Rudolf II. von Sachsen in der Wittenberger Schlosskirche

Da Rudolf keine regierungsfähigen Kinder oder Enkel im Sinn der Goldenen Bulle hatte, trat aufgrund der Reichsgesetzgebung sein Bruder Wenzel seine Nachfolge an.
Im Februar 2009 wurde bei bauvorbereitenden Ausgrabungen an der Stelle des ehemaligen Franziskanerklosters Wittenberg das Grab Rudolfs in der Familiengruft freigelegt. Der Kurfürst war in einem Holzsarg neben seiner zweiten Ehefrau Elisabeth und seiner gleichnamigen Tochter beigesetzt worden. Der Holzsarg mit seinen Gebeinen war bei der Auffindung noch ungestört. An der linken Seite des Toten lag ein Schwert von insgesamt 126 cm Länge (Typ Oakeshott XVII), es war eine Spezialanfertigung und genau auf die Körperlänge abgestimmt. Dieses Schwert ist auch auf seiner Grabplatte in der Schlosskirche dargestellt. Rudolf II. war mit 1,80 Meter sehr groß und muskulös für seine Zeit. Ihm wurde auch sein zerbrochenes, bronzene Reitersiegel – das bereits seinem Vater gehört hatte, mitgegeben. Im Oktober 2015 wurden die sterblichen Überreste an gleicher Stelle wieder bestattet. Das Kloster und die Gräber sind nun als „Historische Stadtinformation“ zu besichtigen.

## Familie
Rudolf II. heiratete 1336 Elisabeth von  Hessen († 1354), die Tochter des Landgrafen Otto von Hessen, und in zweiter Ehe Elisabeth († 15. November 1373), die Tochter des Grafen Ulrich II. von Lindow-Ruppin. Aus der ersten Ehe gingen folgende Kinder hervor:
- Beate († bald nach 1373)
- Elisabeth († 1353)

Aus der zweiten Ehe:
- Albrecht (* Anfang 1371 in Wittenberg; † 1371 in Wittenberg)